# Beretta serie 80
Le Beretta serie 80 Cheetah (Ghepardo), progettate e costruite in Italia dalla Fabbrica d'Armi Pietro Beretta, sono pistole semiautomatiche compatte con chiusura labile e fusto in lega leggera, pensate per vari usi, quali difesa abitativa e personale, forze di sicurezza e di polizia, ma anche per alcuni reparti militari. La conformazione di base e i funzionamenti son gli stessi per tutti i modelli, dove le differenze sostanziali riguardano perlopiù i caricatori mono o bifilari ed il munizionamento. I modelli 81 e 82 verranno prodotti in calibro 7,65 mm (.32 ACP), i modelli 83, 84, 85 e 86 in calibro 9 mm (.380 ACP), e tutti questi avranno lo scatto funzionante ad azione mista (doppia e singola); mentre i modelli 87 e 89 (e varianti) saranno prodotti in calibro 5,6 mm (.22 LR) ed avranno lo scatto in sola singola azione. Il modello 88 non verrà mai prodotto in nessuna variante, il modello 89 solo nella variante a canna lunga, disegnato per le competizioni di tiro a segno, come alcune varianti del modello 87, mentre è soltanto nel 2023 che la Beretta fa uscire per la prima volta il modello 80, anch'esso in calibro 9 mm e scatto in doppia azione. 
La produzione comprende, inoltre, una progressione di 5 varianti che seguono una certa cronologia, espressa aggiungendo varie lettere di suffisso (B, BB, F, e FS) dopo il numero del modello, e descrivono varie novità caratteristiche ed alcune modifiche tecniche specifiche, dove le versioni di base sono senza lettere di suffisso (ma solo per pochi modelli). Lo sviluppo inizia nel 1975 coi modelli 81 e 84 in versione base (prima generazione) e termina praticamente nel 1999 con le ultime versioni FS di alcuni modelli, ma la produzione prosegue (più o meno) fino al 2017. 
Al 2016 sono disponibili (in vendita, nuove) soltanto i modelli 81FS, 84FS e 85FS; delle quali, la 84 è stata probabilmente la pistola più longeva (1975-2017) e la più venduta della serie, ed è anche quella da cui deriva l'ultima versione più moderna, denominata 80X Cheetah, prodotta ad oggi come unico modello della serie 80.

## Costruzione
Il design della serie 80 parte dallo stile della serie 70, ma poi segue in qualche modo le evoluzioni e i successi della pistola ammiraglia Beretta 92, soprattutto a partire dalle versioni F e FS. Le pistole risultano piuttosto portatili e adatte anche al porto occulto, in quanto di dimensioni medio-piccole, con un peso abbastanza leggero (benché non leggerissimo).
Il fusto, in Alluminio allo Zirconio (Ergal), ospita il cane esterno con monta di sicurezza e lo scatto ad azione mista (doppia e singola), la doppia leva ambidestra della sicura manuale con le tre funzioni di abbatticane a mezza monta (solo varianti F e FS), sgancio della catena di scatto e blocco in chiusura del carrello, il quale rimane aperto dopo l'ultimo colpo esploso; il fusto ospita anche la leva di sblocco del carrello aperto (hold-open ), il pulsante reversibile per lo sgancio del caricatore, e le due guancette in legno, che portano l'impugnatura ad avere uno spessore di presa di 35 mm, per i modelli con magazzino bifilare, e di 30 mm per quelli con magazzino monofilare.
A richiesta, è possibile avere, una ulteriore sicura all'estrazione del magazzino, le guancette in legno di noce o in plastica, ed anche una versione nichelata (color acciaio).
Il carello-otturatore è in acciaio brunito con la tipica apertura ampia e lunga delle pistole Beretta, il mirino a lama integrato e la tacca di mira fissa riportata ad incastro. Al suo interno risiede sia il percussore inerziale con blocco automatico di sicura (per le varianti B, BB, F e FS), che si sgancia solo all'ultimo momento, premendo a fondo il grilletto, sia la canna di acciaio (cromata internamente per le versioni F e FS) con lunghezza di 97 mm e 6 rigature destrorse a passo di 250 mm (a passo di 350 mm per i soli modelli camerati 22LR). Escludendo i modelli in 22LR, l'estrattore incorpora un segnalatore di camera carica color rosso, visibile alla luce, ed avvertibile al tatto in assenza di luce.
La lunghezza della linea di mira è di 127 mm solo per la prima generazione delle pistole 81 e 84, poi di 124 mm per tutte le altre versioni e modelli, esclusi i modelli 86 (con circa 132-135 mm), 87 Target e 89 S/GS (varianti speciali e specifiche per il tiro a segno).

## Cronologia
Cronologicamente, i vari modelli nativi della serie 80, son stati:  81 e 84 (1975), 82B, 85B e 87 (1980), 89 Standard (1985), 86 (1986), 83F (1991) e 80X (2023). 
Nel 1975 vengono presentate le due nuove pistole modello 81 e 84, entrambe fornite di caricatori bifilari, rispettivamente con 12 colpi calibro 7,65 mm Browning (.32 ACP) e con 13 colpi calibro 9 mm Browning Short (.380 ACP). La lunghezza della linea di mira, è di 127 mm.
Dal 1977 al 1997, la Beretta produce, per la FN-Browning di Liegi (Belgio), due modelli derivati dalla 84, con alcune differenze meccaniche, tra cui la sicura sull'otturatore (tipo Beretta 92), il cane con lo sperone (tipo Browning-Colt M1911) ed il carrello con semplice finestrella di espulsione (senza l'apertura ampia e lunga, tipica delle Beretta); una sarà conosciuta come Browning DBA 380, camerata per la .380 ACP, e l'altra come FN 140DA, camerata in entrambi i calibri maggiori (7,65 o 9 mm).
Nel 1980 escono le prime due varianti della serie, la 81B e la 84B, più tre nuovi modelli con caricatore monofilare, la pistola 82B da 9 colpi calibro 7,65 mm, la 85B da 8 colpi calibro 9 mm, e la più leggera della serie, la 87 da 8 colpi calibro 5,6 mm. La lunghezza della linea di mira, diventa di 124 mm.
Nel 1982 i primi quattro modelli vengono aggiornati e prodotti nella nuova e più moderna variante, 81BB, 82BB, 84BB e 85BB.
Nel 1985 esce la variante 87B ed un nuovo modello per le competizioni di tiro a segno, la 89 Standard con canne da 135 e 150 mm di lunghezza, forma e finiture molto simili alla vecchia 76 Target o alla futura 87 Target che soppianterà la produzione della 89. 
Nel 1986 esce un nuovo modello particolare, la 86 in calibro 9 mm, con canna basculante incernierata alla volata (lunga 110 mm e con linea di mira di ~ 133 mm).
Nel 1987 esce la variante 87BB. La vendita commerciale delle varie pistole Beretta 84, 85, 86, camerate in 9 mm Corto (.380 Auto), era libera nei soli mercati esteri e vietata in Italia fino al 1987, poiché il loro munizionamento veniva ancora considerato "da guerra" (dal 1915) e dunque, di uso interdetto ai civili del "bel paese".
Nel 1988 escono le varianti 81F, 82F, 84F, 85F ed anche la 87BB a canna lunga 150 mm (denominata anche 87 LB o Long Barrel ).
Nel 1990 esce la variante 86B.
Nel 1991 esce il nuovo modello 83F simile alla 85F, ma con un caricatore monofilare da 7 colpi in calibro 9 mm ed una canna più lunga di circa 5 mm (102 vs 97 mm).
Nel 1994 esce la variante da competizione 89 Gold Standard, la cui produzione cessa intorno al 1999.
Nel 1996 escono le varianti 86FS, e la 87 Cheetah a canna lunga (150 mm), una variante più moderna della 87 BB Long barrel.
Nel 1998 escono le ultime varianti 81FS, 83FS, 84FS, 85FS, ed anche la 87 Cheetah a canna corta (97 mm), variante più moderna della 87BB del 1987.
Nel 1999 esce la variante 87 Target espressamente disegnata per le competizioni di tiro a segno e sostitutiva della 89 Gold Standard; la canna è lunga 150 mm ed è appesantita sulla volata, il caricatore è da 10 colpi .22 LR.
Nel 2023 esce il nuovo modello 80X Cheetah, con un design molto più moderno rispetto allo sviluppo interrotto oltre 20 anni prima, e più precisamente nello stile Beretta 92X Performance, con una impugnatura a dorsalino dritto di tipo Vertec e una slitta Picatinny sotto la canna. Modifiche estetiche che deformano sicuramente lo stile più classico della serie 80 di inizio produzione, ma che tuttavia migliorano e perfezionano anche le caratteristiche generali dell'ultima versione 84FS, dalla quale deriva.

## Varianti
Ad ogni variante successiva, le modifiche apportate nella versione precedente, vengono mantenute o addirittura migliorate, e di séguito specificate.

### Variante di base
La versione base è senza lettere di suffisso ed è solo per i modelli 81, 84, 86 e 87, mentre gli altri modelli non passano dalla variante di base, ma nascono direttamente ad una variante specifica più avanzata. Il fusto della base presenta il ponticello del grilletto arrotondato che riprende la serie 70, il design generale è un po' quello degli anni sessanta, ma con una eleganza rinnovata delle forme, dove le finiture sono del solito ottimo livello, tipico delle armi Beretta. Le guancette dell'impugnatura sono in legno di noce laccato senza zigrinature (lisce), ma poco tempo dopo era già possibile acquistare vari accessori opzionali, tra cui le guancette con superfici zigrinate in legno e in polimero nero (per usi più "pesanti" dell'arma).
Con l'evoluzione di queste varianti, l'arma acquista una presa migliorata ed alcuni punti sull'ergonomia.
La sicura è posizionata sul fusto, è manuale, ambidestra e viene azionata sollevandola verso l'otturatore; ciò blocca l'arretramento del carrello e la catena di scatto, ma ancora non abbatte il cane, come succederà sulle varianti F ed FS (o anche come sulla seconda versione del vecchio modello serie 70). Con queste sicure, le condizioni di porto dell'arma possono essere: col colpo in canna, il cane armato e la sicura inserita, per poi sparare tutti i colpi in azione singola, oppure col colpo in canna, il cane disarmato e la sicura inserita, per poi sparare il primo colpo in doppia azione e i successivi in azione singola. Tuttavia, la sicurezza del porto, della versione base, sarebbe un po' troppo scarsa, per i livelli odierni.

### Variante B
Variante dal 1980, vengono introdotte varie modifiche, tra cui la "sicura automatica al percussore", che si sgancia solamente quando viene tirato il grilletto a fine corsa, per evitare esplosioni indesiderate del colpo in canna, durante eventuali cadute dell'arma o durante eventuali urti ricevuti di qualsiasi natura; e che migliora di molto il porto della pistola col colpo in canna, in fatto di sicurezza.
Per migliorare la tenuta laterale dell'arma, dunque la precisione dei tiri e il maneggio, sui lati anteriore e posteriore dell'impugnatura, sono state aggiunte otto (8) scanalature verticali antiscivolo, e sono disponibili le guancette con zigrinatura, sia in legno che in plastica.
L'estrattore è stato accorciato, probabilmente per migliorare l'espulsione dei bossoli scarichi.
Le pistole 82 e 85 nascono direttamente come modelli 82B e 85B, entrambe con caricatori monofilari da 9 e 8 colpi, rispettivamente.

### Variante BB
Variante dal 1982, per migliorare l'apertura manuale del carrello-otturatore viene aumentato il numero degli intagli di presa (da 14 a 18) e spostati più avanti di 4 o 5 mm, viene anche aumentata la larghezza laterale del carrello ed il diametro del perno guida-molla, appesantendo la massa e potendo così sostituire la molla di recupero con una meno dura.
Vengono aggiunti due punti bianchi sugli organi di mira, per migliorare la visibilità della linea, in condizioni di luce scarsa.
Nessun modello esce nativamente con questa variante. Il modello 86 non verrà mai prodotto in questa variante.

### Variante F
Variante dal 1988, viene introdotto il ponticello del grilletto di tipo "combat", squadrato e zigrinato sull'anteriore, per quando viene afferrato con la mano di supporto.
La sicura manuale funziona da abbatticane a mezza monta, sganciando anche la catena di scatto. A cane totalmente abbattuto o leggermente montato, il meccanismo però ha qualche lacuna o imperfezione, e la sicura non è più inseribile in modo completo. È possibile che questo inconveniente abbia causato spari involontari in occasioni di messa in sicura incerte, dove la leva non poteva essere alzata totalmente, ed è poi stato riparato nella versione FS. L'estetica della finitura esterna diventa Bruniton (una sorta di brunitura con effetto sabbiato). L'anima della canna viene cromata.
Il modello 83 nasce direttamente come variante 83F nel 1991 (per il solo mercato italiano), per poi evolvere all'ultima variante FS nel 1998, ma la produzione è di molto inferiore rispetto agli altri modelli.
Il modello 86 non verrà mai prodotto in questa variante, nonostante si avrà una produzione dei modelli 86 Cheetah, che in base all'epoca di produzione presenteranno le soluzioni meccaniche delle F e FS.

### Variante FS.
Variante dagli anni 1996 a 98, le fattezze delle pistole FS ricalcano, nelle finiture, quelle del modello 92 FS, portando anche una serie di piccole migliorie interne non rilevabili, di cui la definitiva sistemazione del meccanismmo di sicura abbatticane, che aveva sollevato alcune perplessità nella precedente versione F.
Dal 1997 la Beretta ripropone al mercato USA, tre modelli denominati "Cheetah", 81FS, 84FS e 85FS. E sembra che l'appellativo Cheetah venga utilizzato ufficialmente dalla Beretta a partire solo dagli anni novanta, sebbene sia stato usato anche all'inizio della serie o almeno dagli anni ottanta, ma che dai novanta appaia stampato sulle pistole, sulle scatole, nei depliant di presentazione, ecc., ad iniziare dalle versioni in 22LR (tipo la 87 e 87 LB, degli anni 1996-98). Tuttavia, la Commissione consultiva centrale per il controllo delle armi, nella seduta del 22 e 23 ottobre 1996, afferma: " L'arma può essere denominata anche mod. 83 Cheetah oppure mod. 83 FS Cheetah "; ed il soprannome Cheetah viene comunemente e automaticamente esteso a tutti i modelli precedenti e successivi della serie 80.

## Modelli
Tolte le differenze tra le varianti, le caratteristiche di base di queste pistole sono, le dimensioni compatte, la stessa posizione dei comandi e la maggior parte delle funzioni. 

### 81 e 82B

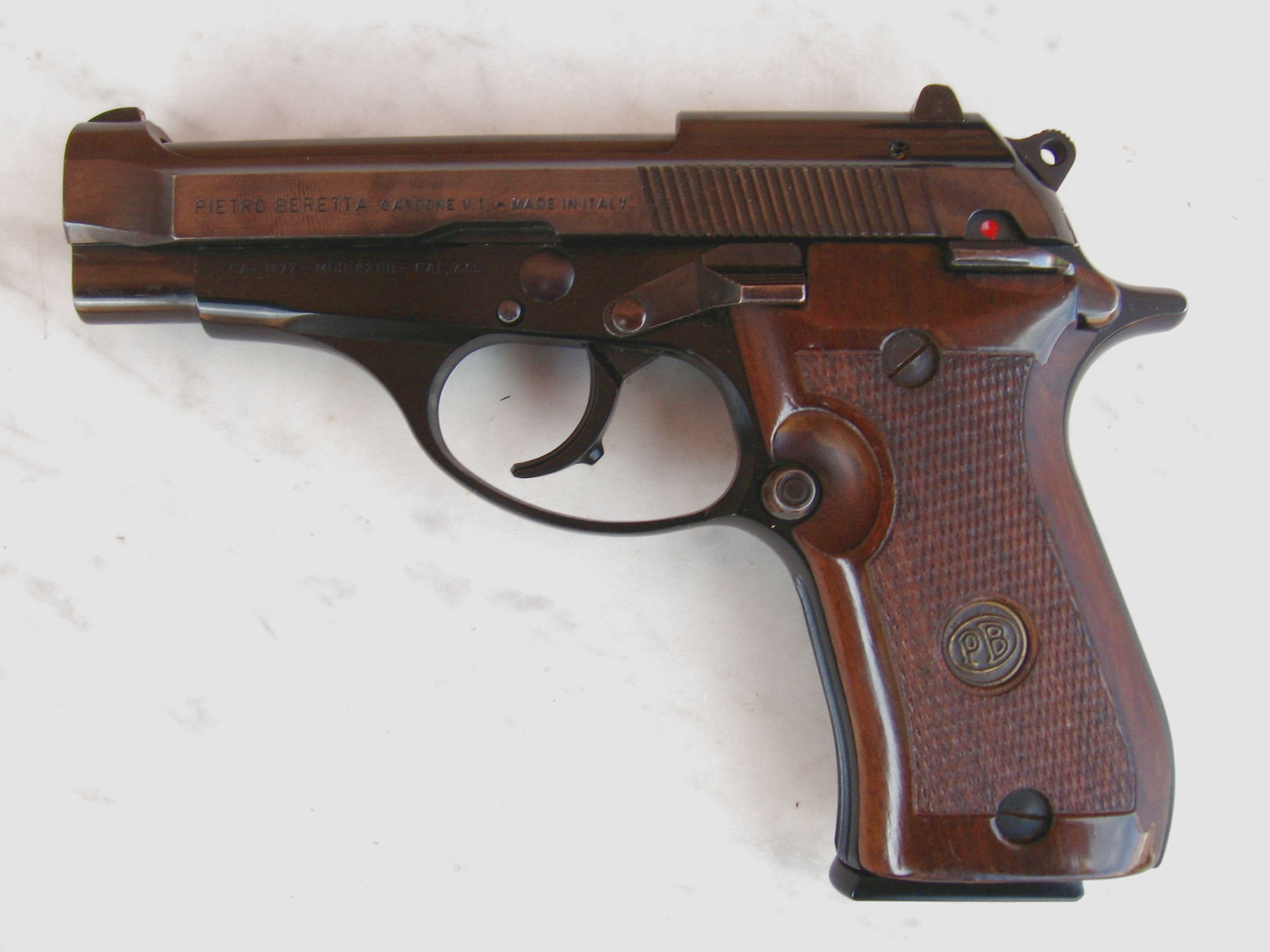
Beretta 82BB

Questi due modelli nascono (in annate diverse) con cameratura per la cartuccia 7,65 mm Browning; la 81 con un caricatore bifilare da 12 colpi, mentre la 82B con caricatore monofilare da 9 cartucce, risultando quindi un po' più sottile, leggera e maneggevole. 
La 81 evolverà a tutte le successive varianti B, BB, F e FS, mentre la 82B soltanto alle due successive, BB e F.
La 81BB viene adottata dal Corpo Forestale di Stato, dal 1985 al 1990.

### 83F, 84 e 85B
Questi tre modelli sono camerati in 9 mm corto (380 Auto). Le 83F e 85B sono alimentate da caricatori monofilari, rispettivamente da 7 e da 8 colpi, risultando più sottili e più leggere da cariche, quindi più facilmente portatili anche in modo occulto, nonostante il modello 83F abbia una canna un po' più lunga. La 84 usa un caricatore bifilare con una capacità di 13 cartucce, ed è più adatta alle sparatorie, ma più pesante di circa 80-90 g (da carica). 

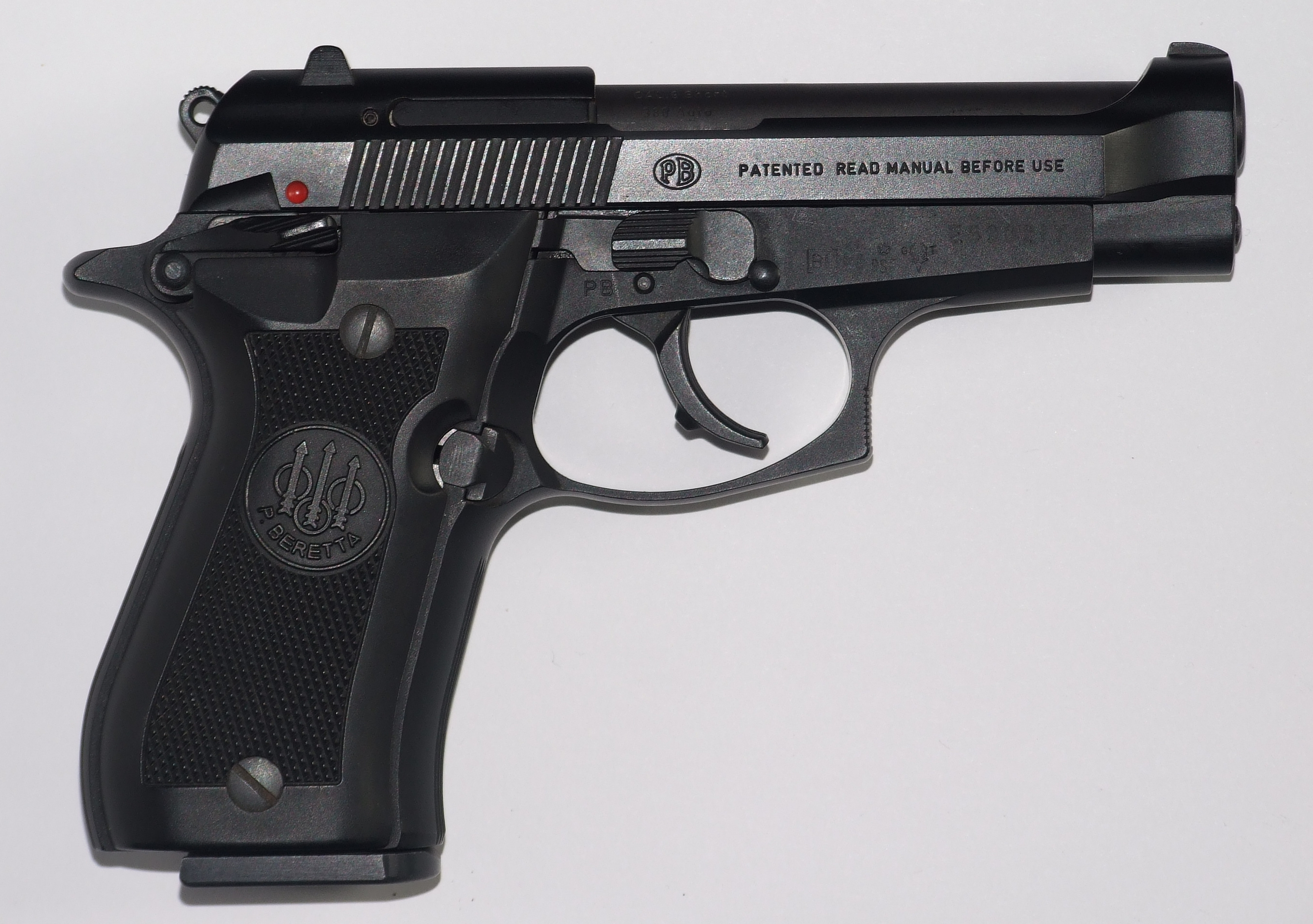
Beretta 84F

La 83F è stata prodotta per il solo mercato italiano, e sembra ricalcare l'ultima versione della Beretta mod. 1934 modificata, sia in calibro che in prestazioni / capacità (7 colpi). Però, è solo nel 1997, che la 83F viene catalogata in Italia come arma comune col n° 7085. La 83F, che era stata introdotta a partire dai primi anni '90 come arma di ordinanza del Corpo di Polizia Locale di Milano (con circa 2.000 unità), dalla metà degli anni 2000 è poi stata sostituita o appoggiata, dalla più recente PX4.
La 84BB viene adottata dal corpo della Guardia di Finanza nel 1988. I modelli 84BB e 84F, che erano in dotazione ai reparti ordinari della GdF, dal 2022 sono in sostituzione con le Beretta PX4 Storm Full Size mentre le Beretta 92FS saranno sostituite per ultime; queste ultime due camerate in 9 Parabellum.
L'ente preposto aveva distribuito ai numerosi Corpi di Polizia locale italiani, anche il modello 84F; tuttavia, gli agenti possono scegliere autonomamente la pistola più adatta tra quelle semiautomatiche catalogate, di calibro 9 o 7,65 mm.
Il modello 84FS, dal 2002 era diventata anche la pistola di ordinanza del Corpo di polizia municipale della città di Roma Capitale, con circa 4.000 unità.
La 85F viene adottata dai Carabinieri nel 1996.

### 84 in versione BDA 380 / 140 DA (dal 1977)
Dal 1977 al 1997, la Beretta produce, per la FN-Browning di Liegi (Belgio), due modelli derivati dalla 84.
La Browning BDA 380 è camerata per la cartuccia .380 ACP e la sigla BDA significa "Browning Double Action" (pistola Browning con funzionamento in doppia azione). La FN 140DA, camerata in entrambi i calibri maggiori (7,65 o 9 mm), verrà prodotta anche internamente alla FN con licenza Beretta e sarà di ispirazione per la cecoslovacca CZ, nella produzione delle pistole Vz 82 e 83, molto somiglianti. 

### 87 (dal 1980)
La 87 è stata introdotta nel 1980, ha le stesse dimensioni e le fattezze degli altri modelli (81 e 84), ma è camerata per cartucce .22 LR, con un magazzino monofilare da 8 colpi; lo scatto è in sola singola azione, non ha il segnalatore di camera carica, e si susseguono alcune varianti (B, BB ed altre con canna lunga, LB - Long Barrel ) tra il modello base 87 (di prima generazione) e l'ultima variante Target, che però è una pistola piuttosto diversa e specifica per le competizioni di tiro a segno.

### 89 Standard (dal 1985)

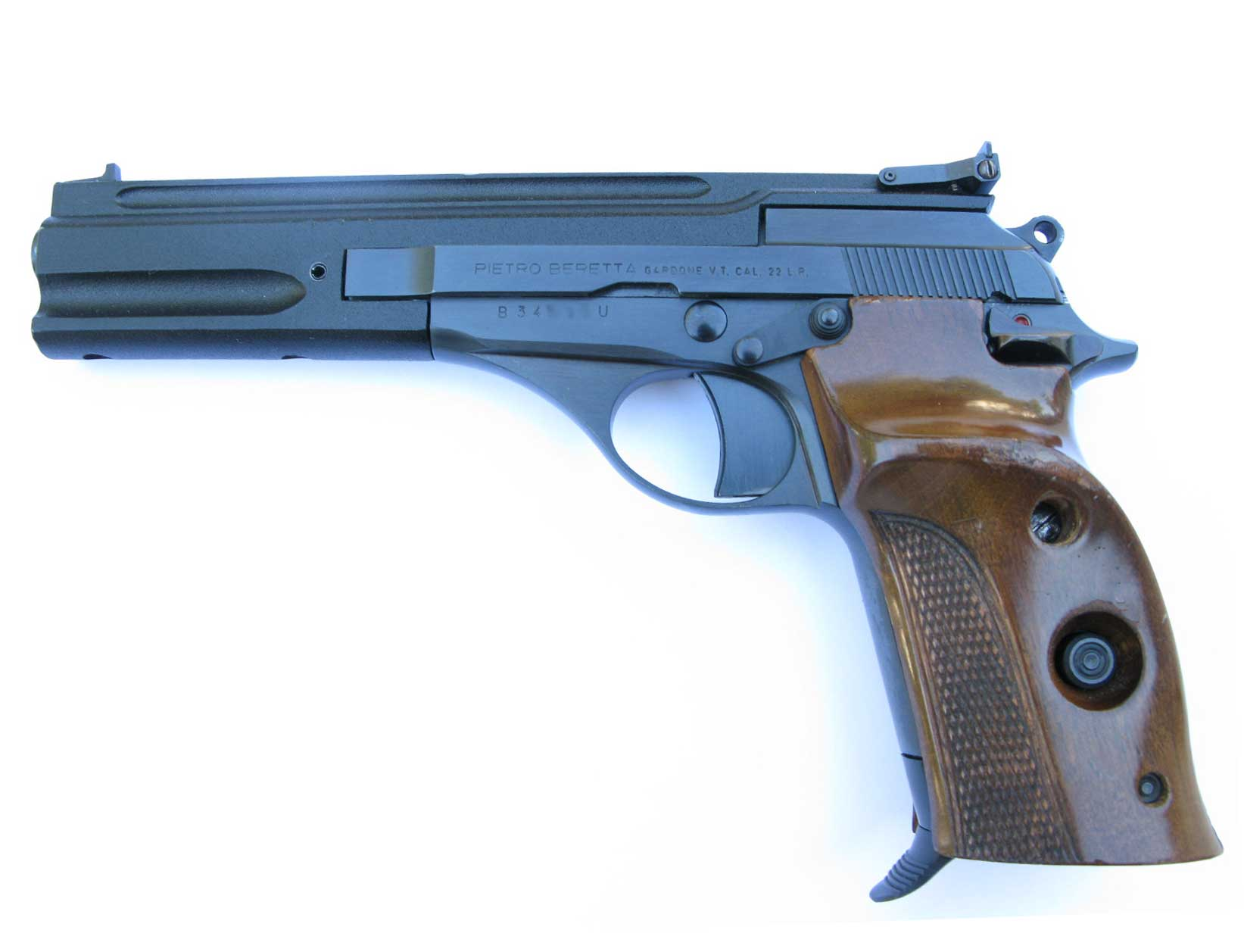
mod. 76

La Beretta 89 Standard nasce nel 1985, espressamente disegnata per il tiro a segno, sullo stile della Beretta mod. 76, e in sua sostituzione, ma con una meccanica nuova ed una forma squadrata, che le dona un aspetto poco piacevole ma molto tecnico; lo scatto funziona solo in singola azione, non ha sicure automatiche al percussore, ed è dotata di contrappeso, tacca di mira regolabile, mirino intercambiabile in 3 misure e caricatore da 8 colpi calibro 22 LR. Verrà sviluppata nella variante 89 Gold Standard, intorno alla metà degli anni novanta, per poi uscire di produzione prima del nuovo millennio.

### 86 (dal 1986)
Nel 1986 la Beretta introduce il modello 86, calibro 9 corto (.380 ACP), che differisce significativamente dagli altri modelli della serie, perché presenta la canna basculante, incernierata sotto la volata (tipo Beretta Bobcat o Tomcat), che permette di sollevare la camera di cartuccia e di caricare o scaricare l'arma, senza dover arretrare il carrello-otturatore. E siccome su queste armi a chiusura labile, durante lo scarrellamento manuale è necessaria una forza maggiore per comprimere la molla di recupero, a detta della stessa Beretta, è "un importante vantaggio per quei tiratori che possono avere difficoltà nell'armamento convenzionale (mediante retrocessione del carrello) ".

mod. 86 con canna basculante

Dati tecnici della versione base (o versione FS):
- Lunghezza 185 mm (186 mm 86FS)
- Altezza 123 mm (122 mm 86FS)
- Spessore 35 mm
- Canna 111 mm, con 6 rigature destrorse
- Caricatore monofilare, 8 colpi
- Peso da scarica 660 g
- Linea di mira 127 mm (124 mm 86FS)

Stando ad alcune fonti, anche ufficiali, la lunghezza della linea di mira dichiarata è di soli 127 mm o addirittura 124 mm, ma ciò sembra piuttosto strano, poiché da quello che è possibile calcolare tramite le fotografie (conoscendo la lunghezza totale dell'arma), la linea di mira sembra essere più vicina a 133 mm (tra 132 e 134 mm).
Il modello 86, così nominato senza suffissi, nasce in un'epoca in cui era in produzione da 4 anni la variante BB della serie; infatti, nasce effettivamente con lo stesso carrello e con i vari altri accorgimenti tipici della variante BB, come ad esempio la sicura automatica al percussore, le zigrinature del fusto e del carrello, ecc. La nomenclatura tipica, più spesso riportata sul fusto, resta però " MOD. 86 - CAL. 9 Short ", senza nessun altro suffisso di variante, nonostante gli effettivi aggiornamenti apportati nel tempo.
Dal 1990 circa, esce la variante "86B", ma nominata così solo sulla scatola " 86B-W "; e siccome questa è l'epoca di immissione della variante F (della serie), la 86 acquisisce alcune aggiunte, tra cui la funzione di abbatticane alla leva della sicura manuale (non su tutti i modelli), i tre punti bianchi a basso profilo negli organi di mira, e la finitura bruniton grigio scuro, ma mantiene fino alla fine sia il fusto che il carrello della variante BB, anche nell'ultima versione FS, quella con la nomenclatura " 86 FS CHEETAH - CAL. 9 Short ", prodotta dal 1998. Sul corpo della pistola 86, i suffissi BB ed F verranno omessi, nonostante siano state via, via aggiornate le evoluzioni delle varianti.
Considerando il fatto che questa pistola viene classificata come arma semiautomatica e dispone di un caricatore da 8 colpi, la maggiore curiosità della 86 è certamente l'assenza di un qualsiasi estrattore automatico visibile sul carrello (che è sicuramente interno).

### 87 Target (dal 1999)

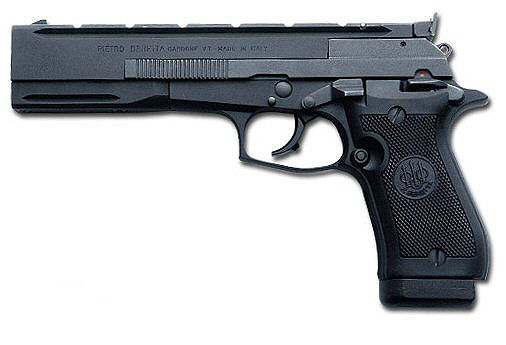
Beretta 87 Target

Introdotta nel 1999, la 87 Target è una pistola sviluppata espressamente per l'uso sportivo e le competizioni di tiro a segno in poligono, come la 89 Gold Standard che andrà a sostituire. Di questa mantiene molte delle caratteristiche, come il carrello appesantito, ma il caricatore è da 10 colpi .22 LR e l'impugnatura e la sensazione di presa sono più simili alle Beretta 92/98/96 Combat a canna lunga, con specifiche più vicine alla serie 92 che alla serie 80.
Anche la 87 Target ha una canna lunga 150 mm, con 6 rigature a passo di 350 mm, e in più, è dotata di una slitta superiore tipo Weaver che può alloggiare diversi sistemi di puntamento ottici (ottica a punto rosso, lungo-focale, ecc.) e di una slitta inferiore per altri accessori. Se gli organi di mira sono sostituibili e la tacca di mira è regolabile sia in alzo che in deriva, lo scatto funziona solo in singola azione e non ha sicure automatiche al percussore. 

### 80X (dal 2023)
Viene introdotta nel 2023, derivata dalla 84FS, è paragonabile come caratteristiche, ma con varie differenze ergonomiche e funzionali più moderne. Questo è l'ultimo e anche l'unico modello della serie 80 ancora in produzione, aggiornato alla variante X, con l'aggiunta di una slitta Picatinny M1913 sotto la canna, una nuova impugnatura dritta del fusto in stile Vertec, con tutte le zigrinature di presa, di nuova concezione: dritte e a dente di sega quelle sul carrello, presenti anche sulla parte anteriore, incrociata stile 92X Performance sul fusto, guancette assottigliate con nuovo disegno. La molla di recupero del otturatore è stata alleggerita, il carrello viene trattato con uno speciale rivestimento (Aqua Tech Shield ®) ed è predisposto per il montaggio di una slitta superiore o del punto rosso, ed entrambi gli organi di mira sono sostituibili ad incastro. Il cane è di tipo scheletrato, il grilletto muove uno scatto più costante con corto reset regolabile, e l'elsa è maggiorata. La canna è leggermente più lunga (99 mm) e il peso è di 680 g scarica o mediamente di poco inferiore a 800 grammi da carica (13 colpi .380 Auto). La versione Launch Edition ha il fusto color bronzo e la canna in acciaio inox, restando disponibile in Italia in una serie limitata di 100 pezzi.

## Beretta serie 80 nella cultura di massa
In ambito cinematografico, alcune varianti di Beretta serie 80 compaiono in diversi film, come la Beretta 81 (a volte col silenziatore) che usa il protagonista "Tony Montana" nel film Scarface, oppure compare nel film Bad Boys in versione 85BB e nel film Matrix in versione 84FS.

## Galleria d'immagini

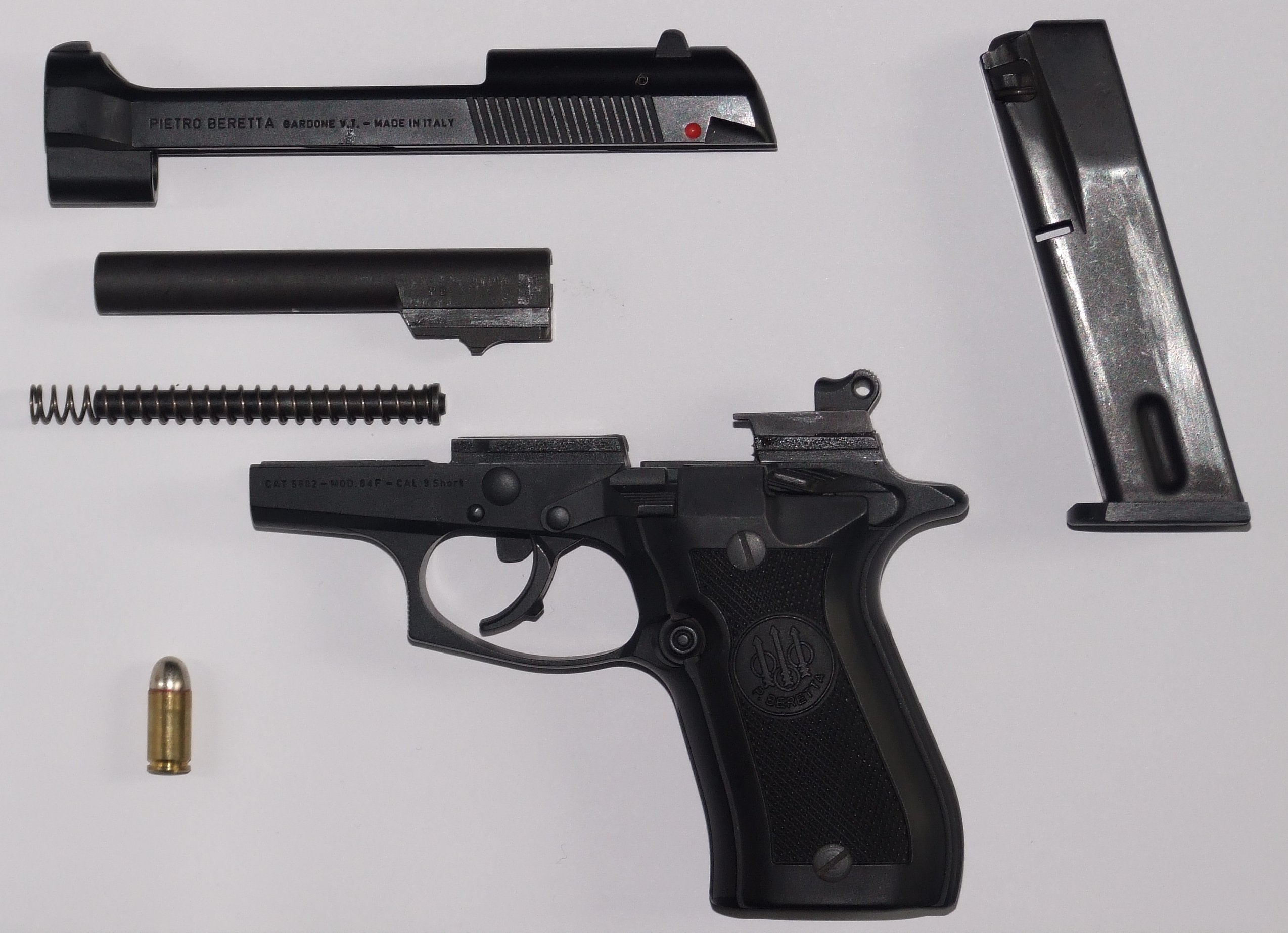
Pistola Beretta 84 F scomposta
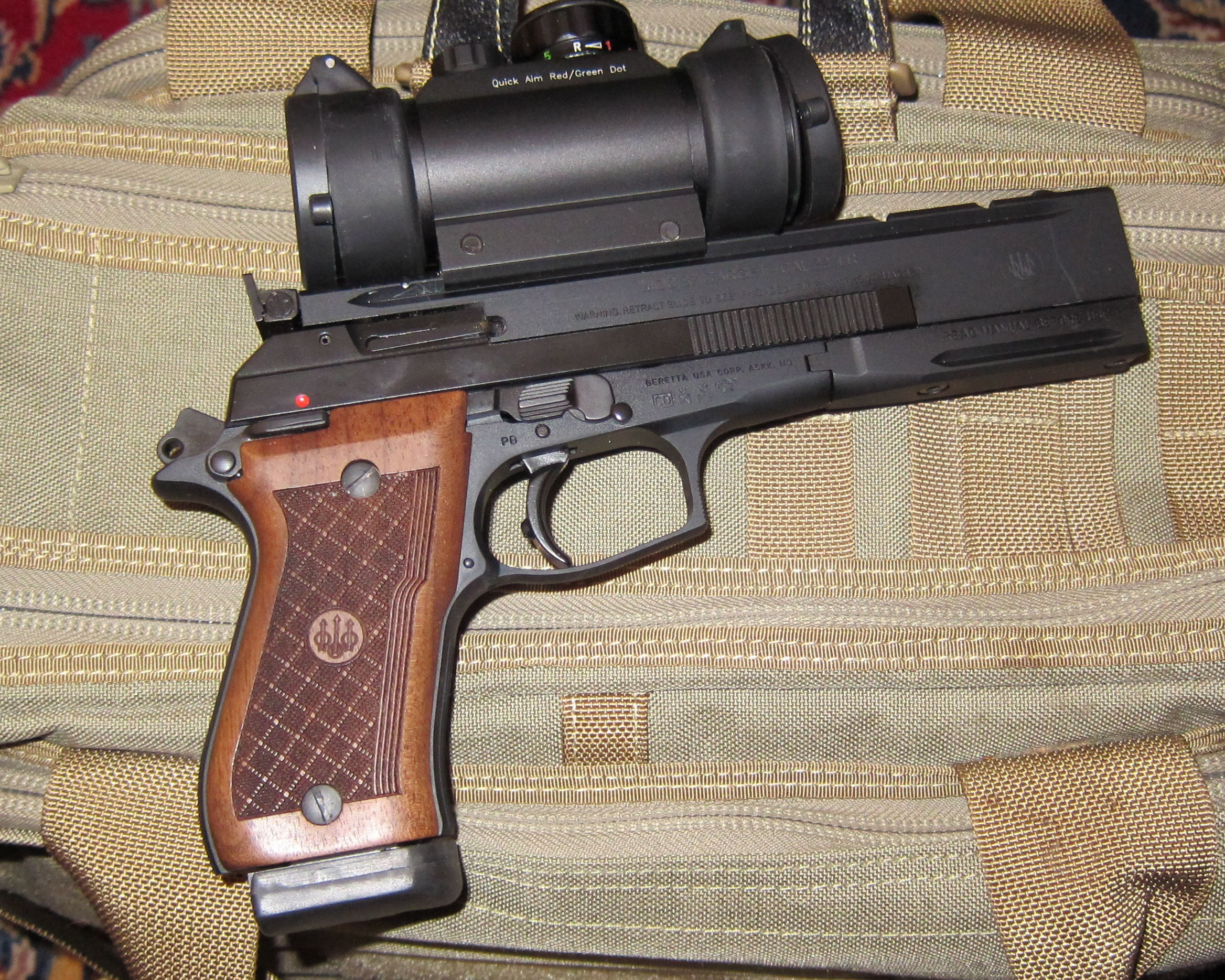
87 Target con mirino